# Llista de satèl·lits GOES

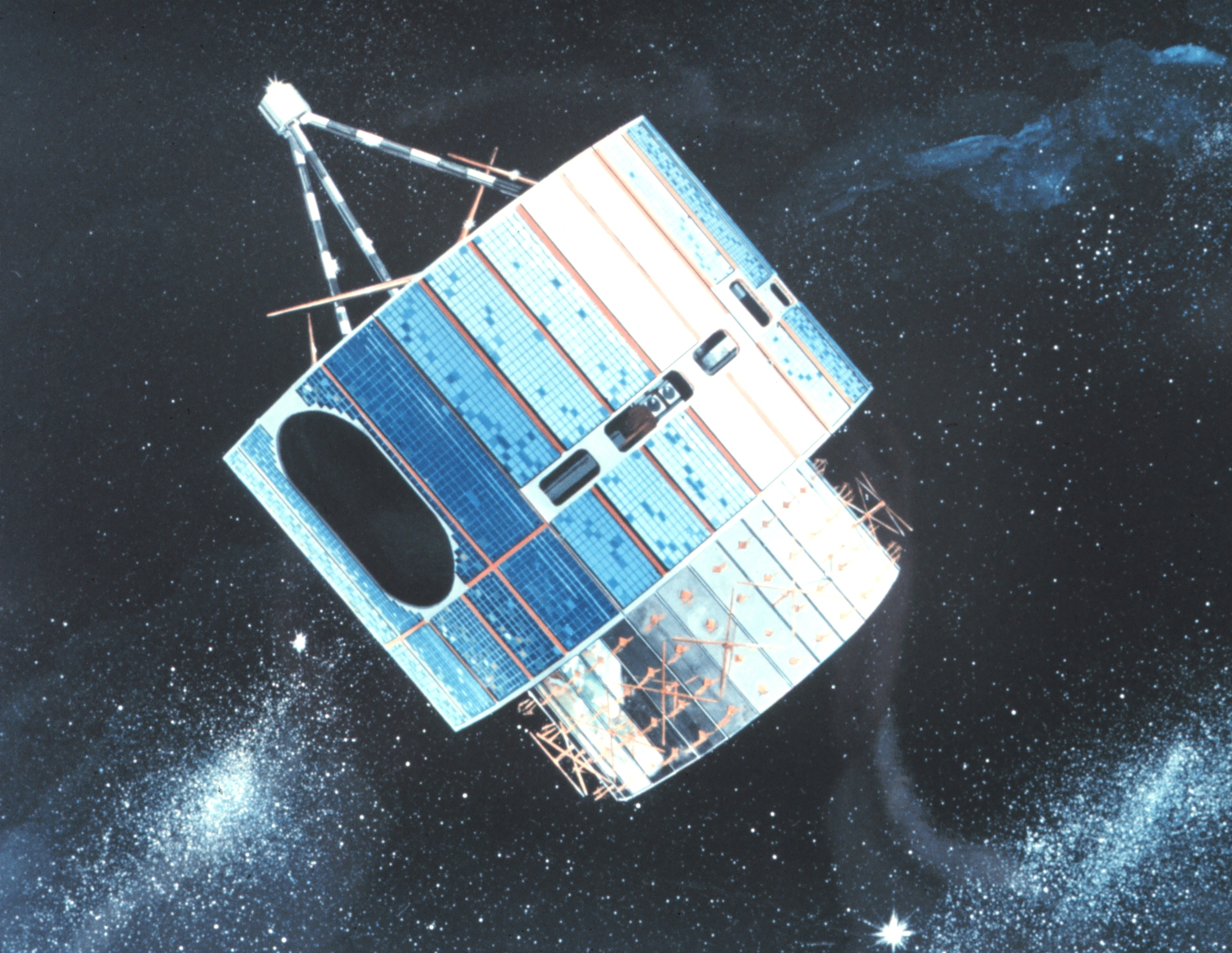
El satèl·lit GOES derivat de SMS

Això és una llista dels Geostationary Operational Environmental Satellite. Les naus GOES són operades pel National Oceanic and Atmospheric Administration dels Estats Units, amb la NASA com a responsable de la investigació i el desenvolupament, i manteniment de les naus espacials.
Els primers tres satèl·lits GOES utilitzaven un bus Philco-Ford desenvolupat pel programa Synchronous Meteorological Satellite (SMS) de la NASA, que va precedir els GOES. Es van llançar dos satèl·lits SMS; el SMS-1 el maig de 1974, i el SMS-2 el febrer de 1975. El primer satèl·lit GOES, el GOES 1, va ser llançat a l'octubre de 1975. Dos més el van seguir, llançant-los en dos anys, el 16 de juny de 1977 i 1978 respectivament. Els satèl·lits SMS eren naus espacials estabilitzades, que van proporcionar les imatges a través d'un Visible and Infrared Spin Scan Radiometer, o VISSR.
Després de les tres naus SMS-GOES, es van llançar cinc satèl·lits, que es va convertir en la primera generació de satèl·lits GOES. Quatre d'aquests van assolir l'òrbita, però el GOES-G es va perdre en un error de llançament.

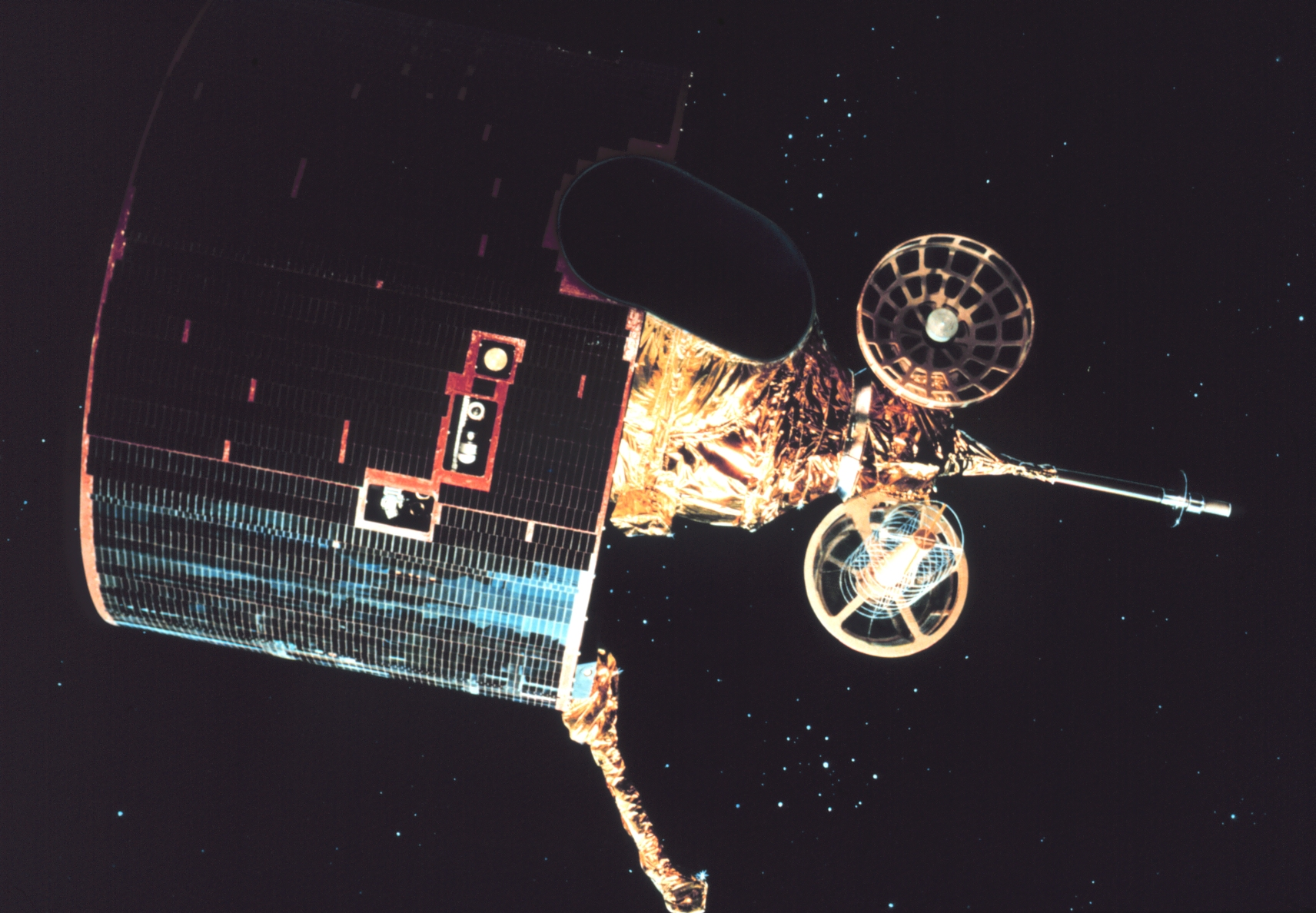
Satèl·lit GOES de primera generació

Els cincs satèl·lits GOES següents van ser construïts per Space Systems/Loral, amb contracte de la NASA. Els instruments del Imager i el Sounder van ser produïts per ITT Aerospace/Communication Division. El GOES 8 i 9 van ser dissenyats per operar durant tres anys, mentre que el 10, 11 i 12 estan dissenyats per cinc anys. El GOES 11 i 12 es van llançar portant prou combustible per a deu anys de funcionament, en cas que poguessin perdurar més enllà del que s'espera.
Un contracte per desenvolupar quatre satèl·lits GOES de tercera generació va ser atorgat a Hughes Corporation, amb els llançaments dels satèl·lits previstos en coets Delta III entre 2002 i 2010. Després de la fusió amb Hughes, Boeing es va fer càrrec del contracte de desenvolupaments, amb els llançaments transferits als Delta IV, seguint amb la jubilació del Delta III. El contracte per al quart satèl·lit, el GOES-Q, va ser més tard cancel·lat, i aquest satèl·lit només es completarà en el cas que un altre satèl·lit de tercera generació es perdi en una fallada de llançament, o poc després del llançament. El primer satèl·lit de tercera generació, el GOES 13, va ser llançat el maig de 2006, originalment servint com a secundari en òrbita. No obstant això, a l'abril de 2010, el GOES 12 es va mudar per cobrir l'Amèrica del Sud i el GOES 13 va prendre el paper del GOES EAST. Els satèl·lits de tercera generació tenen una vida útil de set anys, però portaran més combustible perquè puguin funcionar per més temps si és possible, igual que amb els últims dos satèl·lits de segona generació.
| Nom | Longitud | Satèl·lit            |
| --- | -------- | -------------------- |
| GOES-EAST | 75°O     | Vacant* (GOES 13/14) |
| GOES-WEST | 135°O    | GOES 15              |
| GOES-SOUTH | 60°O     | Vacant               |
| * - El GOES 14 proporciona les imatges i segueix la ruta del GOES 13 avariat anteriorment. GOES 13 reenvia les dades del GOES 14 |          |                      |

Els satèl·lits de quarta generació, també coneguts com a GOES-NEXT o la sèrie GOES-R, després que el primer satèl·lit, estan sent desenvolupats per Lockheed Martin, amb el primer llançament previst el 2016 (anteriorment planificat pel 2015). Aquests llançaments seran amb coets Atlas V o Delta IV. Dos satèl·lits estan actualment en l'ordre, amb dos opcions. La sèrie GOES-R és un programa de quatre satèl·lits (GOES-R, S, T i U) que amplia la disponibilitat de l'operativa del sistema de satèl·lits GOES fins a 2036.

## Imatgeria

Comparació de les imatges
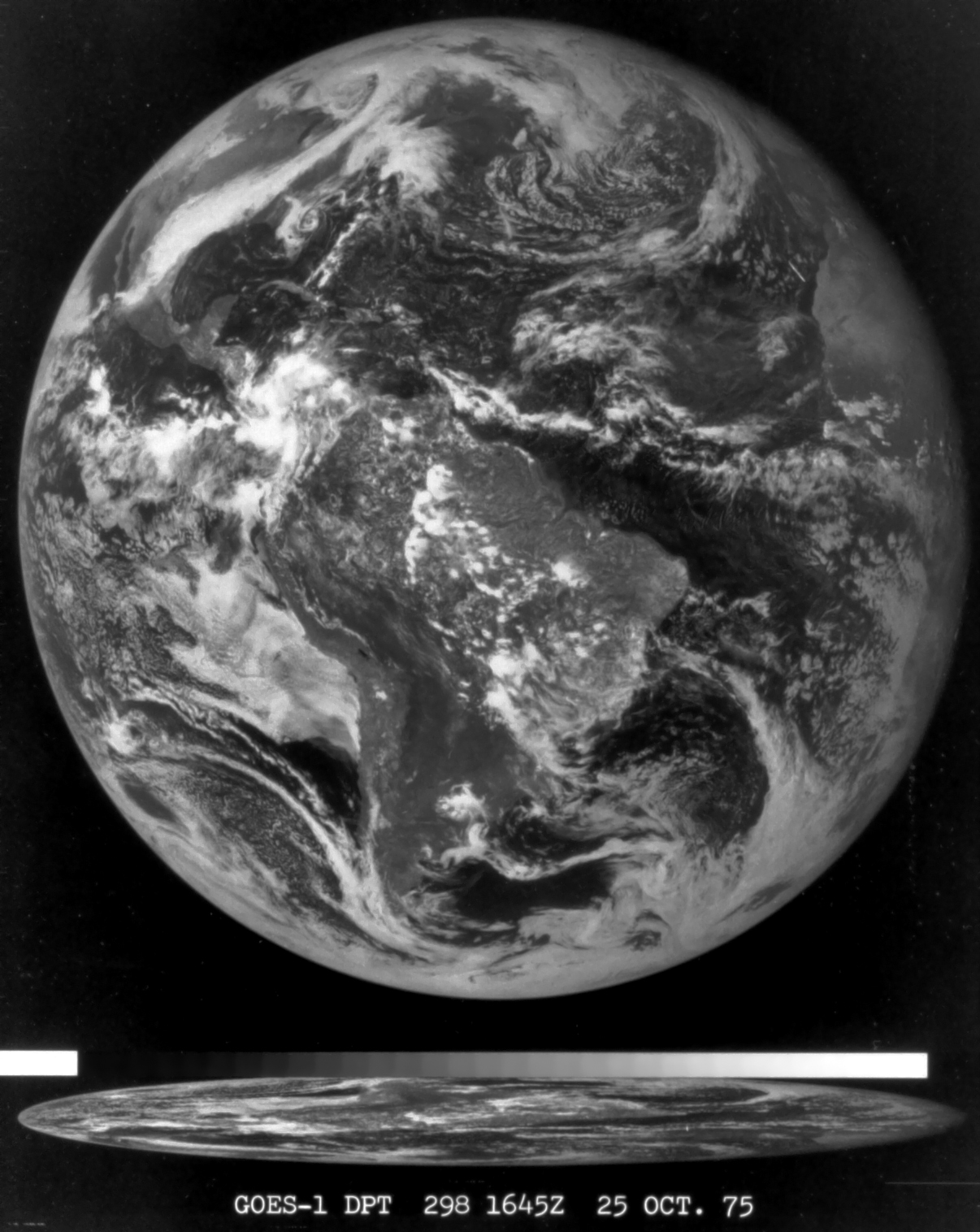
SMS derivat (GOES 1)
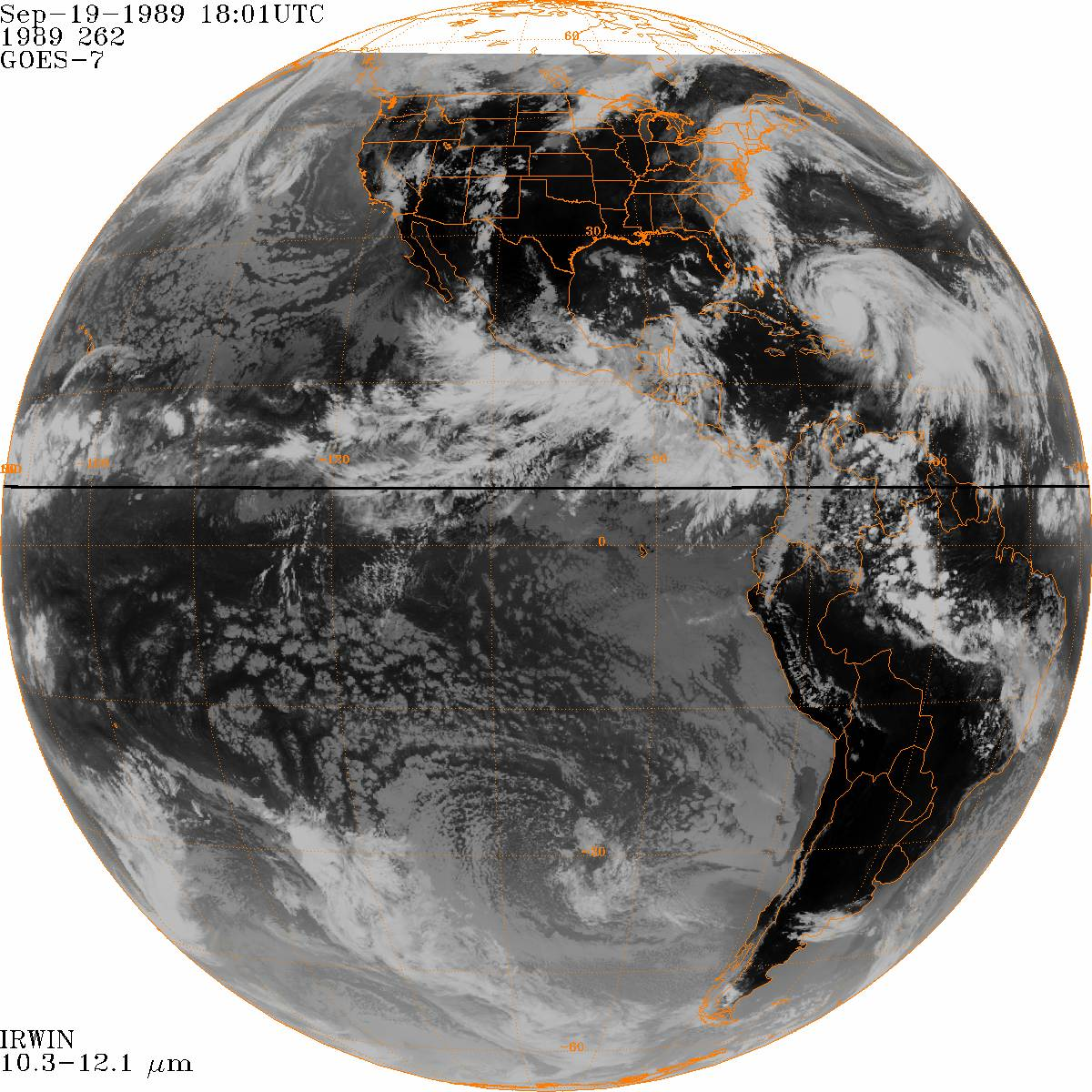
Primera generació (GOES 7)
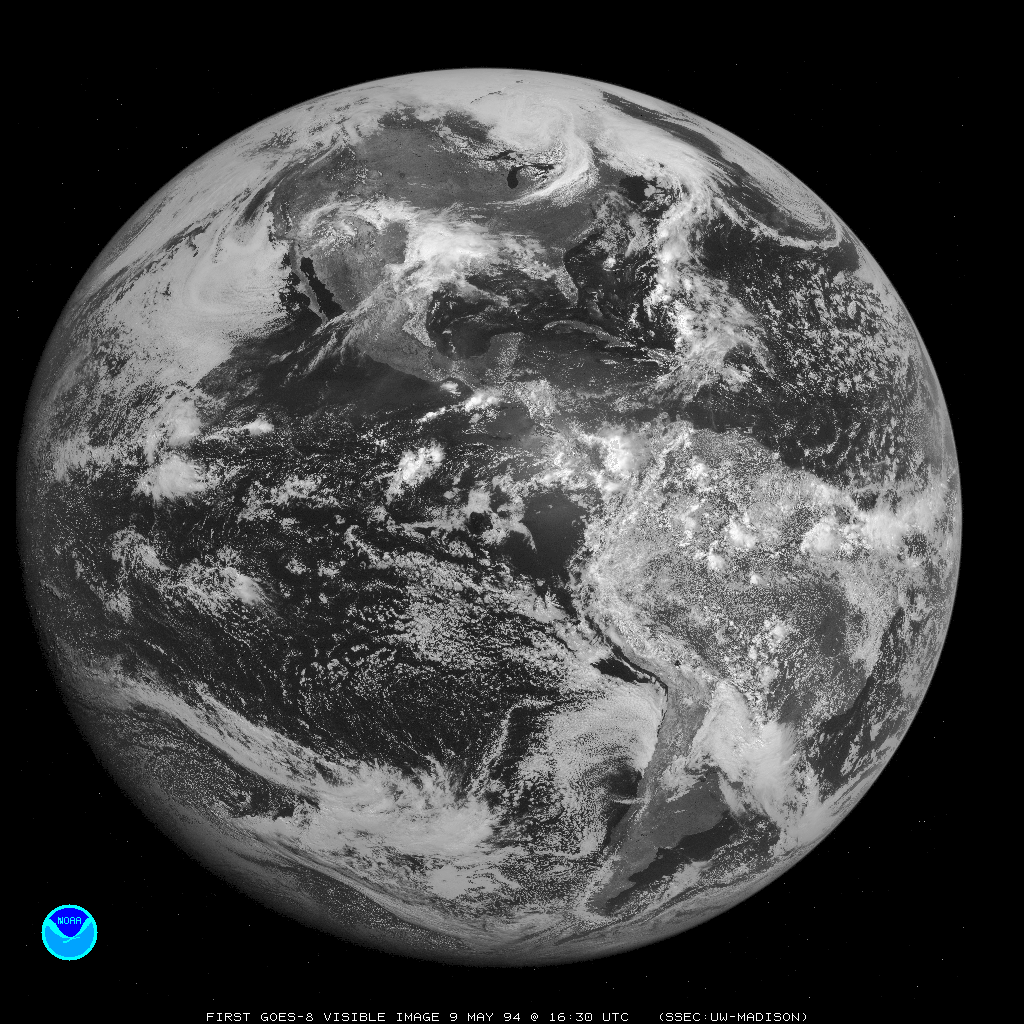
Segona generació (GOES 8)
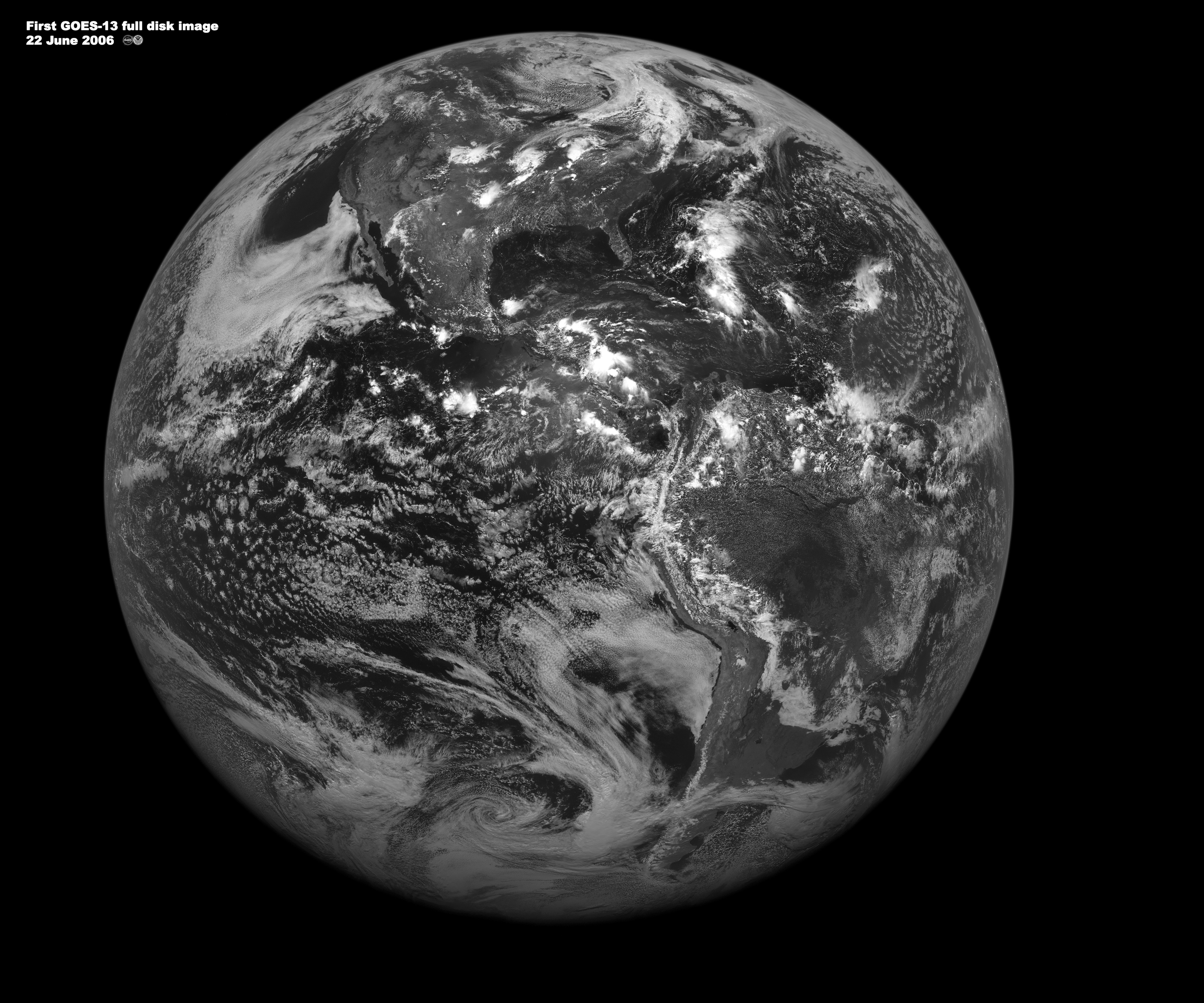
Tercera generació (GOES 13)

## Satèl·lits
| Designació                                                                 | Designació  | Data/Hora (UTC) de Llançament | Coet             | Lloc de llançament | Longitud                 | Primera Imatge       | Estat       | Baixa                  | Comentaris |
| Llançament                                                                 | Operacional | Data/Hora (UTC) de Llançament | Coet             | Lloc de llançament | Longitud                 | Primera Imatge       | Estat       | Baixa                  | Comentaris |
| -------------------------------------------------------------------------- | ----------- | ----------------------------- | ---------------- | ------------------ | ------------------------ | -------------------- | ----------- | ---------------------- | --- |
| Fabricats per Ford Aerospace                                               |             |                               |                  |                    |                          |                      |             |                        | |
| GOES-A                                                                     | GOES 1      | 16 d'octubre de 1975, 22:40   | Delta 2914       | CCAFS LC-17A       |                          | 25 d'octubre de 1975 | Retirat     | 7 de març de 1985      | |
| GOES-B                                                                     | GOES 2      | 16 de juny de 1977, 10:51     | Delta 2914       | CCAFS LC-17B       | 60°O                     |                      | Retirat     | 1993                   | Reactivat com a satèl·lit de comunicacions el 1995, finalment desactivat el maig de 2001 |
| GOES-C                                                                     | GOES 3      | 16 de juny de 1978, 10:49     | Delta 2914       | CCAFS LC-17B       |                          |                      | Retirat     | 1993                   | Reactivat com a satèl·lit de comunicacions el 1995, encara operacional |
| Fabricats en el bus de satèl·lit HS-371 de Hughes Space and Communications |             |                               |                  |                    |                          |                      |             |                        | |
| GOES-D                                                                     | GOES 4      | 9 de setembre de 1980, 22:57  | Delta 3914       | CCAFS LC-17A       | 135°O                    |                      | Retirat     | 22 de novembre de 1988 | |
| GOES-E                                                                     | GOES 5      | 22 de maig de 1981, 22:29     | Delta 3914       | CCAFS LC-17A       | 75°W                     |                      | Retirat     | 18 de juliol de 1990   | |
| GOES-F                                                                     | GOES 6      | 28 d'abril de 1983, 22:26     | Delta 3914       | CCAFS LC-17A       | 136°O                    |                      | Retirat     | 21 de gener de 1989    | |
| GOES-G                                                                     | N/A         | 3 de maig de 1986, 22:18      | Delta 3914       | CCAFS LC-17A       | 135°O (planejat)         | N/A                  | Fallat      | +71 segons             | Error de llançament |
| GOES-H                                                                     | GOES 7      | 26 de febrer de 1987, 23:05   | Delta 3914       | CCAFS LC-17A       | 75°O, 112°O, 105°O, 95°O |                      | Retirat     | Gener del 1996         | Reactivat com a satèl·lit de comunicacions per a Peacesat, encara operacional |
| Fabricats en el bus de satèl·lit LS-1300 de Space Systems/Loral            |             |                               |                  |                    |                          |                      |             |                        | |
| GOES-I                                                                     | GOES 8      | 13 d'abril de 1994, 06:04     | Atlas I          | CCAFS LC-36B       | 75°O                     | 9 de maig de 1994    | Retirat     | 4 de maig de 2004      | En òrbita cementiri |
| GOES-J                                                                     | GOES 9      | 23 de juny de 1995, 05:52     | Atlas I          | CCAFS LC-36B       | 135°O, 155°E             | 19 de juny de 1995   | Retirat     | 14 de juny de 2007     | En òrbita cementiri |
| GOES-K                                                                     | GOES 10     | 25 d'abril de 1997, 05:49     | Atlas I          | CCAFS LC-36B       | 135°O, 65°O              | 13 de maig de 1997   | Retirat     | 1 de desembre de 2009  | En òrbita cementiri |
| GOES-L                                                                     | GOES 11     | 3 de maig de 2000, 07:07      | Atlas IIA        | CCAFS SLC-36A      | 135°O                    | 17 de maig de 2000   | Retirat     | 16 de desembre de 2011 | Retirat, derivat a l'oest |
| GOES-M                                                                     | GOES 12     | 23 de juliol de 2001, 07:23   | Atlas IIA        | CCAFS SLC-36A      | 60°O                     | 17 d'agost de 2001   | Desactivat  | 15 ago 2013            | Va operar com a GOES-South cobrint l'Amèrica del Sud, i va ser retingut com a recanvi, després de la substitució al GOES-East per GOES 13.                                                                                                  |
| Fabricats en el bus de satèl·lit BSS-601 de Boeing                         |             |                               |                  |                    |                          |                      |             |                        | |
| GOES-N                                                                     | GOES 13     | 24 de maig de 2006, 22:11     | Delta IV-M+(4,2) | CCAFS SLC-37B      | 75°O                     | 22 de juny de 2006   | Actiu       |                        | GOES East, va ser temporalment desactivat a causa d'un mal funcionament del sistema d'imatgeria, fins que va tornar al servei. Va ser programat per ser reemplaçat pel GOES-16 el novembre de 2017. Es farà càrrec de l'estació GOES-South. |
| GOES-O                                                                     | GOES 14     | 27 de juny de 2009, 22:51     | Delta IV-M+(4,2) | CCAFS SLC-37B      | 105°O                    | 27 de juliol de 2009 | Actiu       |                        | En l'òrbita de recanvi, actualment proporciona imatgeria per a GOES East i passat a la posició del GOES 13 per substitució per avaria el 2012. També es va activar per cobrir l'interrupció de GOES 13 a mitjan 2013                        |
| GOES-P                                                                     | GOES 15     | 4 de març de 2010, 23:57      | Delta IV-M+(4,2) | CCAFS SLC-37B      | 89,5°O                   | 7 d'abril de 2010    | Actiu       |                        | GOES West |
| GOES-Q                                                                     | N/A         | N/A                           |                  |                    |                          |                      | No fabricat | N/A                    | Planificat però no contractat |
| Llançaments Programats                                                     |             |                               |                  |                    |                          |                      |             |                        | |
| Fabricats en el bus de satèl·lit A2100 de Lockheed Martin                  |             |                               |                  |                    |                          |                      |             |                        | |
| GOES-R                                                                     | GOES-16     | 19 nov 2016, 23:42            | Atlas V 541      | CCAFS SLC-41       |                          |                      |             |                        | A càrrec de l'estació GOES-East del GOES-13 el novembre de 2017. |
| GOES-S                                                                     |             | Març del 2018                 | Atlas V 541      | CCAFS SLC-41       |                          |                      |             |                        | |
| GOES-T                                                                     |             | 2019                          | EELV             | CCAFS              |                          |                      |             |                        | Opció |
| GOES-U                                                                     |             | 2025                          | EELV             | CCAFS              |                          |                      |             |                        | Opció |